# Kariyarra
Kariyarra är ett utdött australiskt språk. Kariyarra talades i Väst-Australien och tillhörde de pama-nyunganska språken.